# Iota Crucis
Désignations
Iota Crucis (ι Crucis / ι Cru) est une étoile géante orangée de la constellation de la Croix du Sud, visible à l’œil nu avec une magnitude apparente de 4,69. Elle est distante d'environ ∼ 125 a.l. (∼ 38,3 pc) du Soleil, et elle s'en éloigne avec une vitesse radiale de +7,5 km/s.

## Propriétés
ι Crucis est une étoile géante rouge de type spectral K0 III, ce qui signifie qu'elle a épuisé les réserves en hydrogène qui étaient contenues dans son cœur et qu'elle s'est étendue et refroidie après avoir quitté la séquence principale. Son rayon est désormais plus de sept fois plus grand que celui du Soleil. Elle est 24 fois plus lumineuse que le Soleil et sa température de surface est de 4 824 K.

## Compagnon optique
ι Crucis possède un compagnon stellaire, désigné ι Crucis B. De magnitude 10,24, l'étoile est localisée à une distance angulaire de 29,7 secondes d'arc et à un angle de position de 2° de ι Crucis A en date de 2015. Le catalogue d'étoiles doubles de Washington note que les deux étoiles forment « une paire optique, en se basant sur l'étude des mouvements relatifs des composantes », tandis qu'Eggleton et Tokovinin (2008) la liste comme un vrai système binaire. Dans la seconde data release du satellite Gaia, l'étoile secondaire présente une parallaxe de 1,086 8 ± 0,039 1 mas, ce qui implique une distance de 920 ± 33 pc (∼3 000 al),, confortant l'hypothèse que les deux étoiles ne sont pas physiquement liées et que leur proximité apparente n'est qu'une coïncidence.